# Heterochelus serripes
Heterochelus serripes är en skalbaggsart som beskrevs av Blanchard 1850. Heterochelus serripes ingår i släktet Heterochelus och familjen Melolonthidae. Inga underarter finns listade i Catalogue of Life.